# Peonada (unidad)
Peonada es una unidad de superficie antigua; equivale aproximadamente a unos 400 m². En algunos lugares de España estaba fijada en 3,804 áreas. El nombre proviene de ser la superficie de campo que era capaz de labrar un peón en un día, análogamente a yugada, que es la superficie que puede labrar en un día una pareja o yunta de bueyes. 
Se entiende también popularmente como peonada a la realización de horas extraordinarias programadas, en el ámbito sanitario público. Frecuente sobre todo en la actividad quirúrgica. Implica la coexistencia de medicina privada y medicina pública en el mismo entorno, por lo que coexiste personal público y personal privado en todo lo concerniente a dicho acto, lo cual es a veces fuente de conflictos intrahospitalarios.